# New Zealand State Highway 46
Der New Zealand State Highway 46 (auch State Highway 46 oder in Kurzform SH 46) ist eine Fernstraße von nationalem Rang auf der Nordinsel von Neuseeland. Er besteht in dieser Form seit 1997.

## Strecke
Der SH 46 zweigt nordwestlich von Papakai vom New Zealand State Highway 47 ab und verläuft über etwa 19 km in westsüdwestlicher Richtung bis zum New Zealand State Highway 1 bei Rangipo. Im Norden liegt der Lake Rotoaira, im Süden der Tongariro.